# Eusebi Ayensa Prat
Eusebi Ayensa Prat (Figueres, 1967) és un hel·lenista i professor català.

## Biografia
És llicenciat en Filologia Clàssica per la Universitat de Barcelona (1989), especialitzat en grec, i doctor en Filologia Romànica per la mateixa Universitat. Ha realitzat estades de postgrau a les universitats de Creta, Atenes i Xipre, així com al Centre de Recerca del Folklore Grec de l'Acadèmia d'Atenes i al Taller de Folklore de la Universitat Capodistríaca d'Atenes. Ha fet de professor de llengües clàssiques a l'Institut Ramon Muntaner de Figueres. Des del 1996 fins al 2007 va ser professor associat de grec clàssic i modern a la Universitat de Girona. Viu a Riumors. És acadèmic de la Reial Acadèmia de Bones Lletres de Barcelona i vocal de l'Associació Cultural Hispanohel·lènica. Actualment és el director del Camp d'Aprenentatge d'Empúries.
Ha publicat una setantena d'articles en diaris i revistes periòdiques gregues, catalanes i espanyoles com Erytheia, Hispania Sacra, Boletín de la Real Academia de las Buenas Letras de Barcelona, Revista de Girona, L'Avenç, Serra d'Or, Auriga, etc. Ha participat en diversos projectes científics, ha pronunciat més de quaranta conferències, ha traduït al català una antologia de cançons populars gregues titulada Balades gregues (1999).
L'any 2006 va obtenir el premi internacional Delenda atorgat per la Federació Internacional de Genealogia i Heràldica en reconeixement dels seus estudis sobre la història i la literatura de la Grècia medieval i moderna. L'any 2008 va rebre el Premi Jordi Domènech de Traducció de Poesia per la traducció de Poemes inacabats de l'autor grec Konstantinos P. Kavafis.
L'any 2007 va ser nomenat director de l'Instituto Cervantes d'Atenes. Durant el seu període com a director, i per iniciativa seva, es va instal·lar una placa a l'Acròpolis d'Atenes —en aquell moment, només n'hi havia una altra, cosa que palesa la dificultat de l'empresa— amb una frase de Pere el Cerimoniós del 1380 en català, castellà, anglès i grec: «Lo castell de Cetines és la pus richa joya qui al mont sia». La iniciativa reprenia una antiga aspiració de Lluís Nicolau d'Olwer i Josep M. Ainaud. Més tard també va ser el director de la seu de Frankfurt, fins a mitjan 2014. De retorn a l'Alt Empordà continua la seva trajectòria de publicacions de llibres i articles.
El 2022, publica Un català a Grècia. Una mirada a una història compartida (Pagès Editors), un assaig sobre els principals episodis dels contactes entre Grècia i els Països Catalans, i alhora unes memòries de la seva etapa com a director de l’Institut Cervantes d’Atenes. L'obra va rebre el 38è Premi d’Assaig Josep Vallverdú 2021. L'advocat Benet Salellas, al seu llibre En encesa espera (2024), es refereix a alguns dels fets explicats al llibre com un muntatge de l'Estat espanyol com a represàlia per les activitats de promoció de la llengua catalana d'Ayensa quan era el cap de la institució espanyola, per les quals va passar dos anys encausat.

## Obra
- Reflexions i poemes d'un jove artista. De Konstantinos Kavafis. Introducció, traducció i notes d'Eusebi Ayensa. Figueres: Cal·lígraf, octubre de 2020
- A la llum del día. De Konstantinos Kavafis. Traducció i pròleg d'Eusebi Ayensa Salt : Edicions Reremús, [2020]
- Vida i mort damunt la terra porpra : una aproximació als personatges femenins de Quadern d'Aram, de Maria Àngels Anglada. Eusebi Ayensa i Prat
- Els Catalans a Grècia : castells i torres a la terra dels Déus. Eusebi Ayensa i Prat. Barcelona : Base, 2013
- Epistolari grec .Antoni Rubió i Lluch; correpondència recollida i anotada per Eusebi Ayensa i Prat ; [edició a cura de: Josep Massot i Muntaner]
- Rubió i Lluch, Antoni. Barcelona : Institut d'Estudis Catalans, 2006-2012
- Esborranys i poemes inacabats. Konstandinos P. Kavafis ; pròleg, traducció i notes d'Eusebi Ayensa i Prat
- Kavafis, Konstandinos. Vic: Cafè Central : Eumo, 2011
- Ritsos, Iannis. Girona : Senhal, 2011
- Planys grecs per la caiguda de la ciutat : commemoració del 550 aniversari de la caiguda de Constantinoble. Traduccions d'Eusebi Ayensa ; il·lustracions d'Amèlia Arumí ; [a cura de Patrick Gifreu, Enric Prat i Pep Vila]. Girona : [s.n.], 2003.
- El Record dels catalans en la tradició popular, històrica i literària de Grècia. Antoni Rubió y Lluch ; introducció, edició i apèndixs a cura d'Eusebi Ayensa i Prat. Rubió i Lluch, Antoni. Barcelona : Abadia de Montserrat [etc.], 2001.
- Resum de literatura grega. Carles Riba ; antologia de textos a cura d'Eusebi Ayensa. Figueres : Cal·lígraf, 2014
- Resum de literatura llatina. Carles Riba ; antologia de textos a cura d'Eusebi Ayensa. Figueres : Cal·lígraf, 2015[9]
- O Carles Riba ke i neoelliniki logotekhnia : I Ellada os paradigma tis tis ethnikis anaguenisis stin Katalonia. Athina: Ekati, 2015[10]
- Repeticions. Iannis Ritsos ; traducció, introducció i notes d'Eusebi Ayensa ; il·lustracions de Jofre Sebastian. Girona : Edicions de la Ela Geminada, 2016[11]
- De viva veu : entrevistes i declaracions públiques. Maria Àngels Anglada ; edició a cura d'Eusebi Ayensa i Francesc Foguet. Barcelona : Abadia de Montserrat, 2017[12]
- En los límites del mar: estudios comparativos de folclore griego e hispánico (2018)[13]
- La Mel del record : estudi i edició crítica de la Faula d'Orfeu, de Josep Sebastià Pons (2018)[14]
- Una vela en el mar blau : antologia de poesia catalana moderna de tema grec. Edició de D. Sam Abrams i Eusebi Ayensa. Figueres : Cal·lígraf, 2019[15]
- Viatges i poemes. K. P. Kavafis ; traducció, introducció i notes d'Eusebi Ayensa ; il·lustracions de Valeri Tsenov ; epíleg de Jordi Llavina. Avinyonet de Puigventós : L'Art de la Memòria, 2019[16]
- Poesia catalana completa. Josep Sebastià Pons ; introducció, edició i notes a cura d'Eusebi Ayensa ; epíleg de Pep Vila. Girona : Edicions de la Ela Geminada, novembre de 2019[17]
- Crònica d'una ciutat. De Pandelís Prevelakis ; traducció d'Eusebi Ayensa. Barcelona : Univers, agost del 2021[18]